# Eloy (Arizona)
Eloy è una città degli Stati Uniti d'America situata nell'Arizona, nella contea di Pinal.